# Нитрат кадмия
Нитра́т ка́дмия (англ. Cadmium nitrate) — химическое вещество с формулой Cd(NO3)2. Представляет собой белое кристаллическое твёрдое вещество, обладающее гигроскопическими свойствами. Является канцерогеном.

## Использование
Нитрат кадмия используется в производстве цветного стекла, а также в фотографии. Иногда — как источник ионов кадмия для растворов.

## Получение
Нитрат кадмия может быть получен растворением металлического кадмия, его оксида, гидроксида или карбоната в азотной кислоте:
CdO + 2HNO3 → Cd(NO3)2 + H2O

## Свойства
При нагревании вещество разлагается на оксид кадмия и смесь оксидов азота. При пропускании сероводорода через подкисленный раствор вещества образуется жёлтый сульфид кадмия (н.у.); при нагревании сульфид приобретает красный цвет.
Взаимодействуя с гидроксидом натрия, вещество образует гидроксид кадмия; по реакции нитрата с другими солями получают нерастворимые в воде соединения кадмия.